# Bagna càuda
Bagna càuda (výslovnost IPA [ˌbaɲa ˈkɑʊ̯da], doslova horká lázeň) je italský dip podobný švýcarskému fondue. Vznikl ve středověku v oblasti Piemontu jako jídlo venkovanů, konzumované o dožínkách nebo o vánočních svátcích, je znám také v jižní Francii a s italskými vystěhovalci se koncem 19. století rozšířil do Argentiny.
Pokrm se připravuje z mléka, másla, olivového oleje, česneku a ančoviček (někdy se přidává také smetana, mleté ořechy nebo lanýže), které se svaří dohromady na hustou omáčku. Bagna càuda se konzumuje teplá: aby nevystydla, podává se na stůl v kameninových nádobách zvaných fojòt, pod nimiž se udržuje plamen. K omáčce se podává na špalíčky nakrájená zelenina (obvykle syrová, ale může být i vařená, grilovaná nebo nakládaná): brokolice, květák, mrkev, topinambury, cuketa, ředkvička, paprika, fenykl, artyčok a další druhy podle chuti, mohou se použít také žampióny. Jídlo je zároveň společenskou událostí, strávníci se sesednou kolem stolu, hovoří a namáčejí si kousky zeleniny do mísy s horkou tekutinou. Bagna càuda se zapíjí červeným vínem, převážně odrůd Nebbiolo nebo Dolcetto. Dá se použít také jako omáčka k masu nebo polentě.
V Asti se každoročně koná svátek tohoto pokrmu, bylo také navrženo jeho zařazení mezi mistrovská díla ústního a nehmotného dědictví lidstva. Bagna cauda se objevila také v jedné epizodě amerického televizního seriálu Babylon 5.